# Skolvägran
Skolvägran uppstår när ett barn under längre tid vägrar att gå till skolan på grund av ångest, rädsla, stress eller liknande. Termen skolvägran kommer från det engelska ordet school refusal, som myntades i Storbritannien. Ordet ersätter det tidigare använda ordet skolfobi (engelska: school phobia), som användes för att beskriva skolvägran som har orsakats av separationsångest eller social fobi. Dessa barn kan även bli hemmasittare. För barn som vågar gå till skolan men av egen vilja avstår att gå till skolan talas snarare om skolk. 
Cirka 1 till 5 procent av barn i skolåldern skolvägrar, och det är vanligast hos barn i åldrarna fem, sex, tio och elva år. Ungefär lika många pojkar som flickor skolvägrar, och det finns inga kända socioekonomiska skillnader.[källa behövs] I Sverige råder skolplikt från höstterminen det år barnet fyller 6 år till och med årskurs 9 (dock senast då barnet fyller 18 år). I Sverige var det i början av 2000-talet ungefär 1,7 promille av alla skolpliktiga elever som hade ogiltig sammanhängande skolfrånvaro i minst en månad.
Orsaker till skolfrånvaro kan vara individuella, hem- och familjerelaterade eller skolrelaterade. Varningstecken på skolfobi kan vara att barnet stannar hemma från skolan utan att vara sjuk eller är nedstämt alternativt oroligt utan att kunna prata om det. Barn och ungdomar som skolvägrar drabbas ibland av andra problem, såsom humörsvängningar, social fobi eller depression. Ju längre ett barn stannar hemma från skolan, desto svårare är det för honom eller henne att komma tillbaka.
Vissa fall av skolvägran kan lösas genom att gradvis återinföra barnet till skolmiljön. Många forskare och experter är eniga om att det bör bygga på uppmuntran, motivation och goda relationer. Det sker främst i samarbete mellan barn, vårdnadshavare och skola, men även socialarbetare, kurator, barnpsykolog eller ungdomspsykiatri kan involveras. Vissa barn kan behöva behandlas med någon form av psykodynamisk eller kognitiv beteendeterapi. En del familjer har sökt alternativ utbildning till sitt barn. Medicinering kan provas men brukar sällan lösa problemet.
Ett medicinskt tillstånd som ofta misstas för skolvägran är Delayed Sleep Phase Syndrome (DSPS). DSPS är en sömnstörning som gör det svårt att somna på kvällen och att vakna på morgonen.